# Pop Montréal

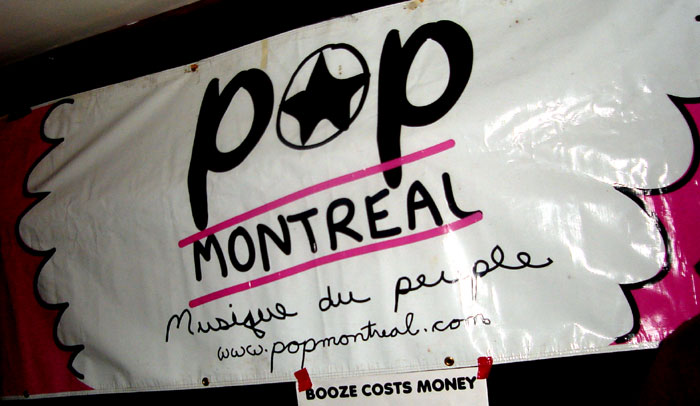
Pop Montréal (Foto 2005)

Pop Montréal ist ein kanadisches Festival in Montreal, der größten Stadt der Provinz Québec. Die Bezeichnung wird synonym für die Musikszene verwendet, die sich seit Ende der 1990er in der Stadt und der umliegenden Region etabliert hat und Bands wie Arcade Fire oder Godspeed You! Black Emperor hervorbrachte.

## Geschichte

### Separation in Québec
Seit der Übergabe von Neufrankreich an die Briten und der Teilung in Ober- und Niederkanada ist die Region der heutigen Provinz Québec ein regelmäßiger Konfliktherd zwischen der englisch- und französischsprachigen Bevölkerung Kanadas. Im Rahmen der weltweiten antiautoritären Bewegungen in den 1960ern gründeten sich in Québec erste sozialistische Separationsgruppen, da sich insbesondere die frankophonen Bewohner Kanadas als benachteiligt und ausgeschlossen vom eigentlichen wirtschaftlichen Aufschwung des Landes fühlten. Es folgten Unabhängigkeitsforderungen und eine stete Blockadehaltung, die Ende der 1960er auch in Terroranschlägen und Geiselnahmen ausarteten. Zwei offizielle Volksabstimmungen zur Autonomie der Provinz scheiterten jedoch knapp.

### Wirtschaftliche und kulturelle Konsequenzen
Die Folgen der steten Auseinandersetzungen zwischen Québec und der kanadischen Regierung und der teilweisen Gewaltausbrüche führten zu einer wirtschaftlichen Depression in der Provinz. Sie führten dazu, dass Unternehmen und Großbürgerliche der Region den Rücken zukehrten und sich kaum neue Firmen insbesondere in und um Montréal, dem ehemaligen Handelszentrum Kanadas, ansiedelten.
Hohe Arbeitslosigkeit, Verkommung von Stadtteilen und viele Immigranten machten Montréal schließlich zum sozialen Brennpunkt in Kanada. Aber unter all dem Unmut setzen ein solcher Zustand – viel Zeit, viel Raum, Multikultur – und dazu gründerzeitliche und kolonialzeitliche Bausubstanz, bezahlbare Ateliers und Proberäume, leere besetzbare Häuser und geringe Lebenshaltungskosten auch positive, kreative Energien frei. Und so haben sich in den 1990er Jahren viele kleine Künstler, Musiker und Projektgruppen in der Stadt niedergelassen. Projekttheater, Galerien und Ausstellungen, Kreativwerkstätten, Proberäume, Subgroundmagazine, alternative Läden, Lesungen, Kleinkonzerte, Musiker- und Gestaltungsworkshops und boheme Cafés prägen das szenebewegte Leben der Stadt Montréal.

## Musikszene

### Zentrale Labels
Im Rahmen der Entwicklungen in den 1990er Jahren haben sich unzählige Bands, bandübergreifende Projekte und Künstlerinstitutionen etabliert. Zu den bedeutsamsten zählen die Montréaler Label Constellation, Where Are My Records und Alien8 die zunächst Auftrittsmöglichkeiten und Veranstaltungen für lokale Musiker und Künstler aus der Region schafften und organisierten. Mittlerweile beschränken sie sich auf das Betreuen von Bands und deren Musikvertrieb, sie sind dabei beide grundsätzlich antikommerziell und dogmatisch pro-kunst-orientiert eingestellt.
Im Kontext der Montréaler Musikszene spielt inzwischen auch das Torontoer Label Arts & Crafts eine herausragende Bedeutung. Es wurde von der Musiker-Fraktion Broken Social Scene 2002 gegründet und führt den subkulturellen Gedanken der Montréaler Szene fort.

### Musikstile
In den 1990er Jahren haben sich nach Ende der englischen Musikströmungen von Shoegaze und Manchester Rave schließlich in Kanada und den USA mehrere Bands und Ensembles formiert, die diese Stile fortführen. So wurde auch die Montréaler Musikszene von diesem Sound, der dort als Dream Pop bezeichnet wird, beeinflusst. Besonders Constellation und Where Are My Records widmen sich sphärischer, meist instrumentaler, ausufernder Musik, die sich von klassischen Songstrukturen und -längen abhebt und elektronische Musik und tragenden Rock integrieren. Bedeutendste Vertreter dieses auch unter dem Begriff Post-Rock geführten Stils sind die Montréaler Godspeed You Black Emperor und die 2003 aufgelösten Southpacific. 
Auf großes Echo stieß kanadische Musik erst mit der Veröffentlichung des zweiten Albums von Broken Social Scene, wodurch der Musik der internationale Durchbruch gelang. Dieser als Art Rock oder Baroque Pop bezeichnete Stil zeichnet sich ebenso durch große Popensembles mit instrumentaler Vielfalt und orchestraler Fülle aus. Die Protagonisten dieser Musikrichtung sind alle in verschiedensten Bands organisiert und weisen ebenfalls ungewöhnliche Songstrukturen auf und konsolidieren Elektronik- und Rock-Elemente. Die zugehörigen Labels wie das Arts & Crafts werden von den Musikern selber betrieben und für die Cover- und Plakatgestaltungen werden lokale Künstler herangezogen. Im Unterschied zum Dream Pop bzw. Post-Rock zeugt diese Musik von folkigen Einflüssen. Mittlerweile konnte sich das Projekt Arcade Fire um das anglo-frankophone Künstlerehepaar Win Butler und Regine Chassagne als zweiter Hauptact der Szene positionieren.
Im Gesamtblick lässt sich die Montréaler Musikszene nicht an einem einheitlichen Musikstil festmachen, vielmehr zeichnet sie sich durch die ähnlichen Wurzeln der Musiker, den Band- und Songstrukturen und -verschachtelungen, dem künstlerischen Umfeld und der regionalen und sozialen Herkunft aus. Z.B. orientieren sich The Stills am geradlinigen Rocksound, während die Band We Are Wolves vielmehr elektronischem Punk produzieren.

### Das Festival
Im September 2002 riefen lokale Künstlergruppen, Subkulturzeitschriften wie das Vice Magazine, diverse lokale Musiklabel und weitere Projekte das Pop-Montréal-Festival ins Leben. Mittlerweile treten an fünf Tagen Ende September / Anfang Oktober mehr als 300 lokale Bands in allen Clubs, Bars und Plätzen der Stadt auf. Dazu finden verschiedenste Filmvorführungen, Schauspielaufführungen, Ausstellungen, Zeichenzirkel u. v. m. statt. Hauptlokation der hauptsächlich künstlerischen Veranstaltungen ist der Bereich der kolonialzeitlichen Altstadt zwischen dem Boulevard St. Laurent und der Rue St. Denis, der den anglophonen Teil vom frankophonen Teil Montréals trennt. Mittlerweile nahmen auch einige internationale Musiker wie Beck oder Interpol am Festival teil.

## Vertreter
Dream Pop/Post-Rock
- Godspeed You Black Emperor (Constellation)
- Southpacific
- A Silver Mt. Zion (Constellation)
- The Dears
- Readymade (Where Are My Records)
- Do Make Say Think (Constellation)
- Fly Pan Am / Sofa (Constellation)
- Below the Sea (Where Are My Records)
- DestroyAllDreamers (Where Are My Records)
- Hrsta (Constellation)

Art Rock/Folk-Punk
- Broken Social Scene (Arts & Crafts)
- The Stills
- The Unicorns (Alien8)
- The Hidden Cameras
- Metric
- Feist (Arts & Crafts)
- Arcade Fire
- The Most Serene Republic (Arts & Crafts)
- Stars (Arts & Crafts)
- Wolf Parade
- Final Fantasy
- We Are Wolves
- Malajube
- Black Ox Orkestar (Constellation)

### Festival und Musikszene
- Webpräsenz des Festival Pop Montréal
- Artikel über Pop Montréal in der Zeit
- Porträt zu Constellation-Bands

### Label
- Label Arts & Crafts
- Label Constellation Records
- Label Where Are My Records